# Ion Niculiță
Ion Niculiță (n. 27 mai 1939, s. Zărnești, județul Cahul, România – d. 2 ianuarie 2022, Chișinău) a fost un arheolog și istoric din Republica Moldova, profesor universitar, doctor habilitat în istorie, specialist în arheologia și istoria veche a Europei de Sud-Est din mileniul I î. Hr. – prima jumătate a mileniului I d. Hr.

## Biografie
Ion Niculiță s-a născut la 27 mai 1939 în comuna Zărnești, județul Cahul, în familia lui Timofei Niculiță și a Anei Pârvan. Pe linia maternă se trage din familia marelui arheolog român Vasile Pârvan. De asemenea, este rudă cu renumitul arheolog român, Valeriu Cavruc, în prezent directorul general al Muzeului Național al Carpaților Răsăriteni.

## Studii
După absolvirea școlii medii, între anii 1958-1963 își face studiile la Facultatea de Istorie a Universității de Stat din Chișinău, avându-i printre profesori pe E. Rikman și R. Enghelgardt. Alături de alți colegi de facultate, a participat activ la fondarea în anul 1958 a Seminarului Științific Studențesc de Arheologie și Istorie Veche, care activează până în prezent.
În anii 1968-1971 urmează studiile de doctorat la Catedra de Arheologie a Universității de Stat „M.V. Lomonosov” din Moscova, care s-au încununat cu susținerea tezei de doctor în științe istorice în anul 1972 cu tema „Geții la Est de Carpați în secolele IV-III î.e.n.” Conducătorul științific al tezei a fost dr. Irina Jacenko, care, alături de alți renumiți specialiști moscoviți, precum A. Arcychovskij, B. Grakov, B. Rybakov, A. Meljukova ș. a., s-a aflat printre îndrumătorii doctorandului I. Niculiță.
În anul 1991 în cadrul aceleiași prestigioase universități moscovite susține cu succes teza „Tracii septentrionali în secolele VI-I î.e.n.”, obținând titlul de doctor habilitat în științe istorice.

## Carieră universitară
Imediat după absolvirea facultății, parcurge toate etapele carierei universitare: asistent (1963-1968), lector (1970), lector superior (1974-1976), conferențiar (1976-1992) și profesor universitar (din 1992). Între anii 1984-1986 a deținut funcția de șef al Catedrei Istorie Antică și Medievală. A fondat Catedra de Arheologie și Istorie Antică, pe care a condus-o în perioada anilor 1986-2012. Fiind șef de catedră și decan al Facultății de Istorie (1992-2002) a contribuit substanțial la formarea și consolidarea direcțiilor de cercetare din domeniul istoriei și arheologiei din Republica Moldova. Fiind titularul cursului de arheologie și istorie veche a dezvoltat și alte cursuri universitare, care abordează probleme controversate ale preistoriei și istoriei antice: procesele etnoculturale din epoca fierului, elenizarea, romanizarea, creștinismul popular în spațiul de la nord-balcanic etc. Grație eforturilor sale a reușit organizarea unei generații noi de arheologi.
A fondat Laboratorul de Cercetări Științifice „Tracologie” în anul 1990, coordonând numeroase proiecte de cercetare științifică.
A coordonat 7 teze de doctor (Aurel Zanoci, Valeriu Banaru, Natalia Mateevici, Andrei Nicic, Sergiu Matveev, Serghei Fidelschi, Petre Mocanu, Andrei Corobcean) și 4 teze de doctor habilitat (Oleg Levițki, Eugen Sava, Gheorghe Postică, Elena Ploșniță).

## Activitatea științifică
Interesele științifice, spre care și-a îndreptat contribuțiile Ion Niculiță, s-au concentrat în mod prioritar asupra mileniului I a. Chr. din spațiul nord-vest pontic. O atenție deosebită în studiile sale era închinată proceselor culturale de la finele mileniului II – începutul mileniului I a. Chr., perioada de constituire a civilizației tracice și a individualizării ramurii nordice a acesteia. Cele mai semnificative contribuții au fost dedicate proceselor de uniformizare a culturii tracilor de nord și evoluție a comunităților getice în a doua jumătate a mileniului I a. Chr. Un rol aparte printre preocupările sale îi era rezervat primei jumătăți a mileniului I p. Chr., abordând complexitatea analizei surselor narative și arheologice la elucidarea problemelor procesului de romanizare, în special al spațiului pruto-nistrean. În ciuda faptului că a fost etichetat drept un promotor al „dacismului” de Mihaela Grancea,  afirmațiile sale ulterioare pe acest subiect indică necesitatea utilizării termenilor neutri toponimici în identificarea culturilor pre- și protoistorice, în detrimentul atributelor etnice. Aceste discuții se proliferează pe fundalul ultimelor evoluții în istoriografie la început de secol XXI.
Asupra calității cercetărilor sale științifice își lasă amprenta combinarea cercetărilor arheologice de teren cu cea de birou și activitatea didactică universitară. Pe parcursul carierei sale a participat și condus numeroase șantiere arheologice din regiune: Dănceni, Suruceni, Hansca, Sobari, Butuceni, Trebujeni, Mașcăuți, Saharna (Republica Moldova), Satu-Nou/Novosilske și Cartal/Orlovka (Ucraina). Cele mai fructuoase expediții arheologice au fost organizate de acesta în punctul „Lutărie” al satului Hansca, unde pe parcursul anilor 1964-1969 și 1975-1976 au fost dezvelite și documentate mormintele unei întinse necropole getice birituale din sec. IV-III a.Chr., la așezarea fortificată getică de la Butuceni, săpăturile coordonate de Ion Niculiță pe acest sit în anii 1983-2000 continuând cercetările inițiate de arheologul I. G. Smirnov în 1946-1953 și atingând cumulativ o suprafață de 5000 m², și la situl „Saharna Mare” / „Dealul Mănăstirii”, satul Saharna, care cuprinde o serie de așezări deschise și fortificate din secolele XII-III a.Chr. cercetate în special pe parcursul anilor 2001-2014.
În anii 1990-1991 și 1993-1994 a efectuat cercetări la așezarea fortificată de tip Sântana de Mureș-Cerneahov de la Sobari, în special asupra incintei de piatră investigate parțial de Emmanuil Rikman cu aproape trei decenii înainte, ulterior interpretată drept un posibil templu sau lăcaș de cult paleocreștin. Datorită densității mari de vestigii arheologice, Ion Niculiță a întreprins săpături în mai multe puncte din zona satului Hansca pe lângă necropola menționată deja, majoritatea așezări din a doua epocă a fierului. De o atenție deosebită s-a bucurat și microzona Saharna, în care cu excepția sitului de la „Saharna Mare” / „Dealul Mănăstirii” a mai cercetat împreună cu echipele asociate de arheologi atât așezările fortificate din punctele „Saharna Mică” și „La Șanț”, cât și alte 13 fortificații, 15 așezări deschise și 2 necropole din epoca fierului. Printre rezultatele notabile este atestarea unui avânt demografic vertiginos în sec. IV-III a.Chr. demonstrat de densitatea înaltă de situri arheologice în zona Saharna. Această perioadă de înflorire a asigurat legături durabile cu orașele-polisuri grecești, fortificația de la „Saharna Mare” afirmându-se drept nucleu al acestor comunități preistorice. La Butuceni, remarcabilă este construcția de cult formată dintr-un altar înconjurat de stâlpi aranjați în formă de cerc, considerat a fi cel mai vechi sanctuar-calendar de acest tip din spațiul traco-getic, analogiile de la Dolineani și Brad fiind mai târzii. În același timp alți arheologi au punctat că în urma cercetărilor de la Butuceni nu s-a determinat dacă liniile defensive ale cetății traco-getice au fost construite simultan sau pe etape și referințele la caracterul sitului (așezare, cetate etc.) au rămas ambigue, fiind probabil o cetate de refugiu, dat fiind numărul mic de locuințe.
Majoritatea acestor campanii arheologice au fost realizate cu participarea studenților de la Universitatea de Stat din Moldova și a unor echipe formate fie din discipolii săi arheologi (Aurel Zanoci, Andrei Nicic, Sergiu Matveev, Andrei Corobcean ș.a.) sau alți specialiști din domeniu.
În 1997-1998, Ion Niculiță, alături de Valeriu Sîrbu și Vitalie Bârcă, a făcut parte dintr-o echipă condusă de directorul Muzeului de Arheologie din Odesa de atunci, Vladimir Vanciugov, care a cercetat siturile de la Cartal (Orlovka) și Satu-Nou (Novosilske) din Ucraina. Aceste săpături, desfășurate în cadrul unui proiect de colaborare între Academia de Științe a Ucrainei, Institutul Român de Tracologie și Universitatea de Stat din Moldova, au scos la iveală mai multe morminte și complexe de locuire datate din epoca neolitică până în epoca daco-romană.
Ion Niculiță este autor și coautor al 10 monografii și al peste 200 de studii și articole publicate în volume naționale și internaționale. Printre acestea, capodopera sa o reprezintă lucrarea „Tracii septentrionali în secolele VI-I î.e.n.” (1987) publicată în limba rusă (Северные фракийцы VI-I веков до нашей эры). Una dintre tezele principale ale acestei monografii este că nu numai zona Dunării de Jos s-a bucurat de o dezvoltare înaltă de ordin social-economic și cultural. Regiunile de la est de Carpați și între Carpați și Dunăre trebuie incluse de asemenea în acest areal avansat, lucru demonstrat prin analiza materialului arheologic destul de bogat. Cartea abordează detaliat subiecte precum sursele antice despre traci, relațiile acestora cu populațiile vecine (sciți, greci ș.a.), riturile și ritualurile funerare specifice, situația economică, problemele de diferențiere etnică ș.a. A participat la peste 200 de conferințe științifice naționale și internaționale.
- Membru al Consiliului Internațional de Studii Indo-Europene și Trace.
- Membru de Onoare al Institutului de Arheologie din Iași Arhivat în 26 iunie 2020, la Wayback Machine..[32]
- Membru al comitetelor de redacție al revistelor SCIVA (București), Istros (Brăila), Cumidava (Brașov), Tyragetia (Chișinău).[33]

## Distincții
- Cavaler al Ordinului „Gloria Muncii”.
- Diploma de gradul I a Guvernului Republicii Moldova.
- Diploma „Meritul Academic” al Academiei Române.
- Cetățean de Onoare al raionului Cahul.[34]

## Lista selectivă a publicațiilor
- Романовская М., Лапушнян В., Никулицэ И. Памятники железного века. Археологическая карта Молдавии, Вып. 4, Кишинёв, 1974.
- Никулицэ И. Т. Геты в IV-III веках до нашей эры в Днестровско-Карпатских землях. Кишинёв, 1977.
- Никулицэ И. Т. Северные фракийцы VI-I веков до нашей эры. Кишинёв, 1987.
- Niculiță I., Popa A. Prezență romană în zona nord-vest-pontică. Chișinău, 2000.
- Niculiță I., Zanoci A., Teodor S. Butuceni. Monografie arheologică. București, 2002.
- Niculiță I. Thraco-Getica: studii și materiale. Chișinău, 2004.
- Niculiță I., Zanoci A., Arnăut T. Habitatul din mileniul I a.Chr. în regiunea Nistrului Mijlociu: siturile din zona Saharna. Chișinău, 2008.
- Niculiță I., Nicic A. Așezarea și necropola din prima epocă a fierului Saharna-Țiglău. Chișinău, 2014.
- Niculiță I., Zanoci A., Băț M. Evoluția habitatului din microzona Saharna în epoca fierului. Chișinău, 2016.
- Niculiță I., Matveev S., Nicic A. Cercetările sitului arheologic Potârca din Rezervația Cultural-Naturală Orheiul Vechi. Chișinău, 2019.